# Echemoides illapel
Echemoides illapel Platnick & Shadab, 1979 è un ragno appartenente alla famiglia Gnaphosidae.

## Etimologia
Il nome proprio deriva dalla località cilena di rinvenimento: Hacienda Illapel.

## Caratteristiche
Il maschio può essere riconosciuto dalla forma dell'apofisi tibiale retrolaterale dorsalmente diretta e distalmente punteggiata; la femmina si distingue per i bracci laterali dell'epigino composti da quattro strati..
L'olotipo maschile più grande rinvenuto ha lunghezza totale è di 9,40mm; la lunghezza del cefalotorace è di 4,72mm; e la larghezza è di 3,56mm.

## Distribuzione
La specie è stata reperita nel Cile centrosettentrionale: fra i 600 ed i 900 metri di altitudine nella località di Hacienda Illapel, appartenente alla regione di Coquimbo; nella stessa regione anche ad Huentelauquen, 5 miglia a nord di Illapel e a Pichidangui 5 chilometri a sud del Rio Choapa.

## Tassonomia
Al 2015 non sono note sottospecie e dal 1983 non sono stati esaminati nuovi esemplari